# U-365
U-365 je bila nemška vojaška podmornica Kriegsmarine, ki je bila dejavna med drugo svetovno vojno.

## Zgodovina
13. decembra 1944 je bila podmornica potopljena z globinskimi bombami, ki sta jih odvrgli letali Fairey Swordfish iz britanske eskortne letalonosilke HMS Campania (D 48); umrlo je vseh 50 članov posadke.

## Poveljniki
| Poveljniki |                 |                    |                                       |
| Št.        | Čin             | Ime                | Poveljstvo                            |
| 1.         | Kapitanporočnik | Heimar Wedemeyer   | 8. junij 1943 - 17. november 1944     |
| 2.         | Nadporočnik     | Diether Todenhagen | 18. november 1944 - 13. december 1944 |

## Tehnični podatki
| Kategorije                                    | Podatki                       |
| --------------------------------------------- | ----------------------------- |
| Teža (t): na površju pod površjem polna Teža  | 769 871 1.070                 |
| Dolžina (m) - tlačni trup (m)                 | 67,10 - 50,50                 |
| Širina (m) - tlačni trup (m)                  | 6,20 - 4,70                   |
| Izpodriv (m)                                  | 4,74                          |
| Višina (m)                                    | 9,6                           |
| Moč (hp): na površju pod podvršjem            | 3.200 750                     |
| Hitrost (vozlov): na površju pod podvršjem    | 17,7 7,6                      |
| Doseg (milja/vozel): na površju pod podvršjem | 8.500/10 80/4                 |
| Torpeda/Torpedne cevi                         | 14/5 (4 na premcu, 1 na krmi) |
| Krovni top (mm)                               | 88                            |
| Mine                                          | 26 TMA                        |
| Posadka                                       | 44-52                         |
| Maksimalni potop (m)                          | 220                           |

## Potopljene ladje
| Datum            | Ime                             | Država          | Tonaža    | Usoda      |
| ---------------- | ------------------------------- | --------------- | --------- | ---------- |
| 12. avgust 1944  | T-118 (minolovec)               | Sovjetska zveza | 625 BRT   | potopljena |
| 12. avgust 1944  | T-114 (minolovec)               | Sovjetska zveza | 625 BRT   | potopljena |
| 12. avgust 1944  | Marina Raskova (trgovska ladja) | Sovjetska zveza | 9.083 BRT | potopljena |
| 6. december 1944 | BO-230 (patruljna ladja)        | Sovjetska zveza | 105 BRT   | potopljena |